# Infiesta
Infiesta (en gallego y oficialmente, A Infesta) es una aldea española situada en la parroquia de Requián, del municipio de Betanzos, en la provincia de La Coruña, Galicia.

## Demografía
| Gráfica de evolución demográfica de Infesta entre 2000 y 2018 |
|                                                               |
| Datos según el nomenclátor publicado por el INE.              |

## Comunicaciones
En Infiesta se encuentra la principal estación ferroviaria del municipio de Betanzos conocida como Betanzos-Infiesta, en la que confluyen las líneas León-La Coruña y Betanzos-Ferrol.